# Dekanat Augsburg II

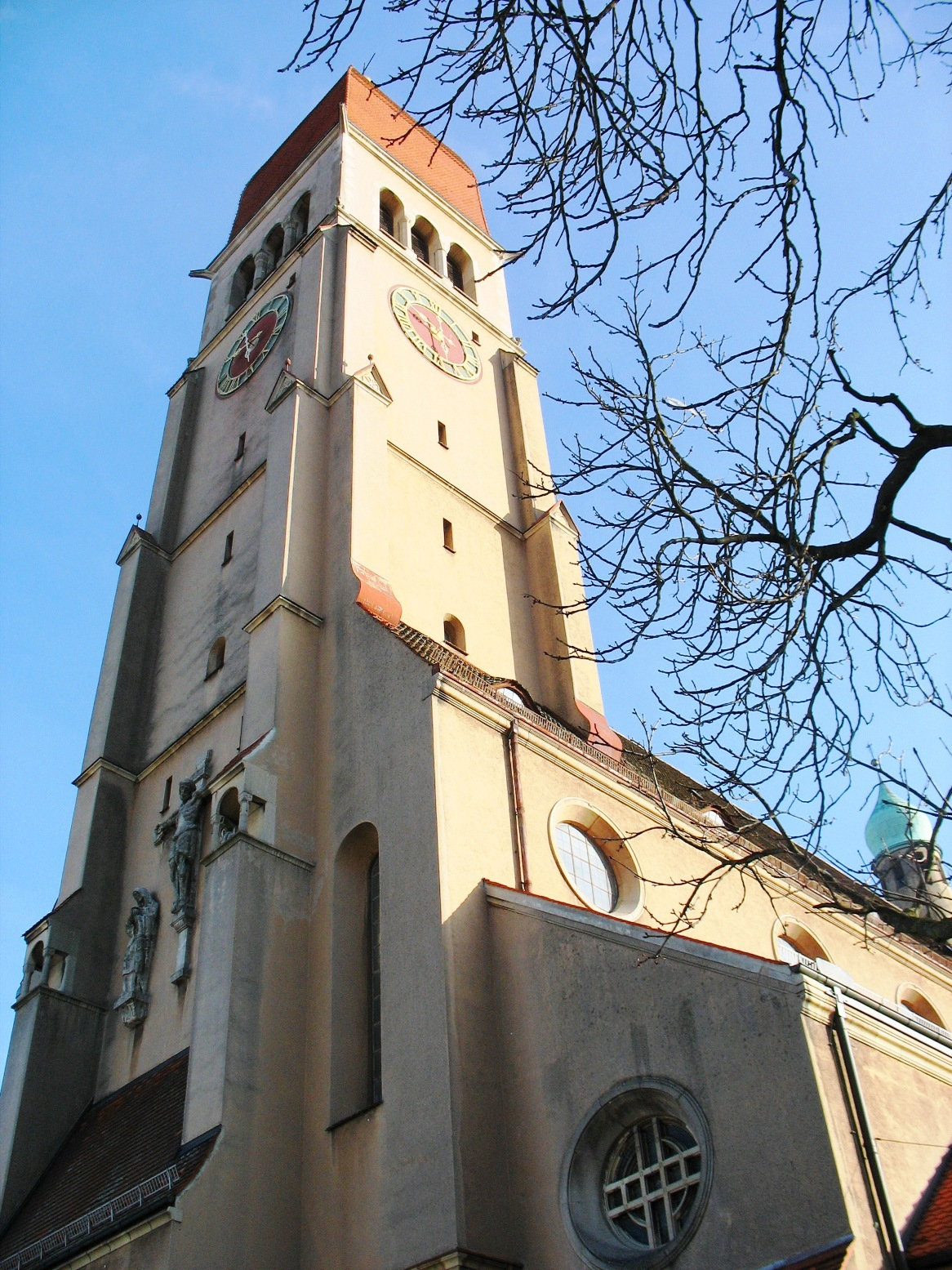
Heiligstes Herz Jesu Pfarrkirche

Das Dekanat Augsburg II ist eines von 23 Dekanaten des römisch-katholischen Bistums Augsburg.
Das Dekanat entstand im Zuge der Bistumsreform vom 1. Dezember 2012 durch die Zusammenlegung der früheren Dekanate Augsburg-Süd (exklusive der Pfarreiengemeinschaft Königsbrunn und der Pfarrei „Zum Guten Hirten“) und Augsburg-West (exklusive Pfarreiengemeinschaft Gersthofen).

## Gliederung
- Augsburg-Göggingen

Augsburg-Bergheim „St. Remigius“,
Augsburg-Göggingen „St. Georg und Michael“,
Augsburg-Göggingen  „Kuratie St. Joh. Baptist“,
Augsburg-Göggingen „Zum Heiligsten Erlöser“,
Augsburg-Inningen „St. Peter und Paul“ ;
- Augsburg-Haunstetten

Augsburg-Haunstetten „St. Albert“,
Augsburg-Haunstetten „St. Georg“,
Augsburg-Haunstetten „St. Pius“;
- Augsburg-Kriegshaber

Augsburg-Kriegshaber „Heiligste Dreifaltigkeit“,
Augsburg-Kriegshaber „St. Thaddäus“;
- Augsburg-Oberhausen/Bärenkeller

Augsburg-Bärenkeller „St. Konrad“ ,
Augsburg-Oberhausen „St. Joseph“,
Augsburg-Oberhausen „St. Martin“,
Augsburg-Oberhausen „St. Peter und Paul“;
- Augsburg-Pfersee

Augsburg-Pfersee „Herz Jesu“;
- Stadtbergen

Leitershofen „St. Oswald“,
Stadtbergen „Maria, Hilfe der Christen“,
Stadtbergen „St. Nikolaus“,
Deuringen „St. Gabriel“;